# Momoty Górne
Momoty Górne – wieś w Polsce położona w województwie lubelskim, w powiecie janowskim, w gminie Janów Lubelski.
W latach 1954–1972 wieś należała i była siedzibą władz gromady Momoty Górne. W latach 1975–1998 miejscowość administracyjnie należała do województwa tarnobrzeskiego. Według Narodowego Spisu Powszechnego (III 2011 r.) wieś liczyła 399 mieszkańców.

## Części wsi
| SIMC    | Nazwa  | Rodzaj    |
| ------- | ------ | --------- |
| 0794661 | Dąb    | część wsi |
| 0794678 | Majdan | część wsi |

## Historia
Momoty Górne to wioska założona w XVIII wieku na terenie ordynacji rodziny Zamoyskich. Wcześniej nazywano ją Grójec lub Gruje. Znajdowała się tu wówczas maziarnia oraz tartak. W II poł. XIX wieku utworzono tutaj posterunek straży granicznej między zaborem rosyjskim a austriackim. W 1938 r. na placu ofiarowanym przez ordynację zbudowano kaplicę dojazdową parafii Janowskiej. Rektorami tego kościoła byli: ks. Jan Orzeł, ks. Jan Klukaczyński (zamordowany przez gestapo), ks. Szczepan Orzeł, ks. Kazimierz Maścibroda, ks. Tadeusz Mioduszewski.

### II wojna światowa
2 października 1939 w lasach, w rejonie Domostawa-Momoty skapitulowała przed sowietami grupa płk dypl. Tadeusza Zieleniewskiego. Żołnierze tej grupy walczyli zarówno z Wehrmachtem jak i Armią Czerwoną. Podczas okupacji hitlerowskiej miejscowość była schronieniem dla oddziałów partyzanckich szczególnie oddziału NOW-AK "Ojca Jana". 
Wielu mieszkańców Momot Górnych zostało rozstrzelanych, głównie podczas 4 kolejnych pacyfikacji przeprowadzonych przez hitlerowców. W 1941 Niemcy urządzili łapankę na mieszkańców wsi, w celu wywózki na roboty przymusowe do III Rzeszy. Zdołano pochwycić 30 osób, a 15 rozstrzelano na miejscu za stawianie oporu. Spalono kilkanaście zabudowań gospodarczych. W 1943 w odwecie za udzielenie pomocy partyzantom, SS i kolaboracyjne oddziały Kałmuków, wymordowały 12 osób. 9 maja 1944 w okolicy wsi partyzanci polscy odebrali zrzut broni i lekarstw. Gdy dowiedzieli się o tym Niemcy, trzeciego dnia po zrzucie w odwecie zbombardowali wieś z samolotów - w czasie nalotu spłonęło 29 budynków, a kilka osób zginęło. 13 czerwca 1944, oddział Kałmuków w służbie niemieckiej wymordował kilkanaście kolejnych osób, paląc wiele zabudowań we wsi. Ogółem w czasie okupacji niemieckiej, w Momotach Górnych oraz w pobliskich Momotach Dolnych zginęło ok. 76 osób.
14 czerwca 1944 roku w pobliżu wsi odbyła się Bitwa na Porytowym Wzgórzu.

## Parafia św. Wojciecha
9 września 1972 została erygowana parafia pw. św. Wojciecha, która obejmuje następujące wioski: Momoty Górne, Momoty Dolne, Kiszki, Ujście i Szewce. Pierwszym proboszczem został ks. Kazimierz Pińciurek (1928-1999). Od roku 1971-1975 trwała rozbudowa kaplicy. Pracami kierował sam proboszcz. Od roku 1975-1992 ks. Pińciurek zajął się wystrojem świątyni. Dewizą życiową były dla księdza słowa: "Trudności są po to, by je pokonywać". Na temat działalności tego rzeźbiarza-samouka, głównego dekoratora kościoła nakręcono kilka programów telewizyjnych oraz napisano wiele artykułów prasowych.